# Microhoria benigna
Microhoria benigna é uma espécie de insetos coleópteros polífagos pertencente à família Anthicidae.
A autoridade científica da espécie é Krekich-Strassoldo, tendo sido descrita no ano de 1929.
Trata-se de uma espécie presente no território português.